# Heilig Hartbeeld (Horssen)
Het Heilig Hartbeeld is een standbeeld in de Nederlandse plaats Horssen, in de provincie Gelderland.

## Achtergrond
Het Heilig Hartbeeld was een geschenk van de parochianen ter herinnering aan het 40-jarig pastoorsjubileum in 1927 van Antonius Johannes Norbertus Vermeulen (1843-1932), kamerheer van de paus en officier in de Orde van Oranje-Nassau.

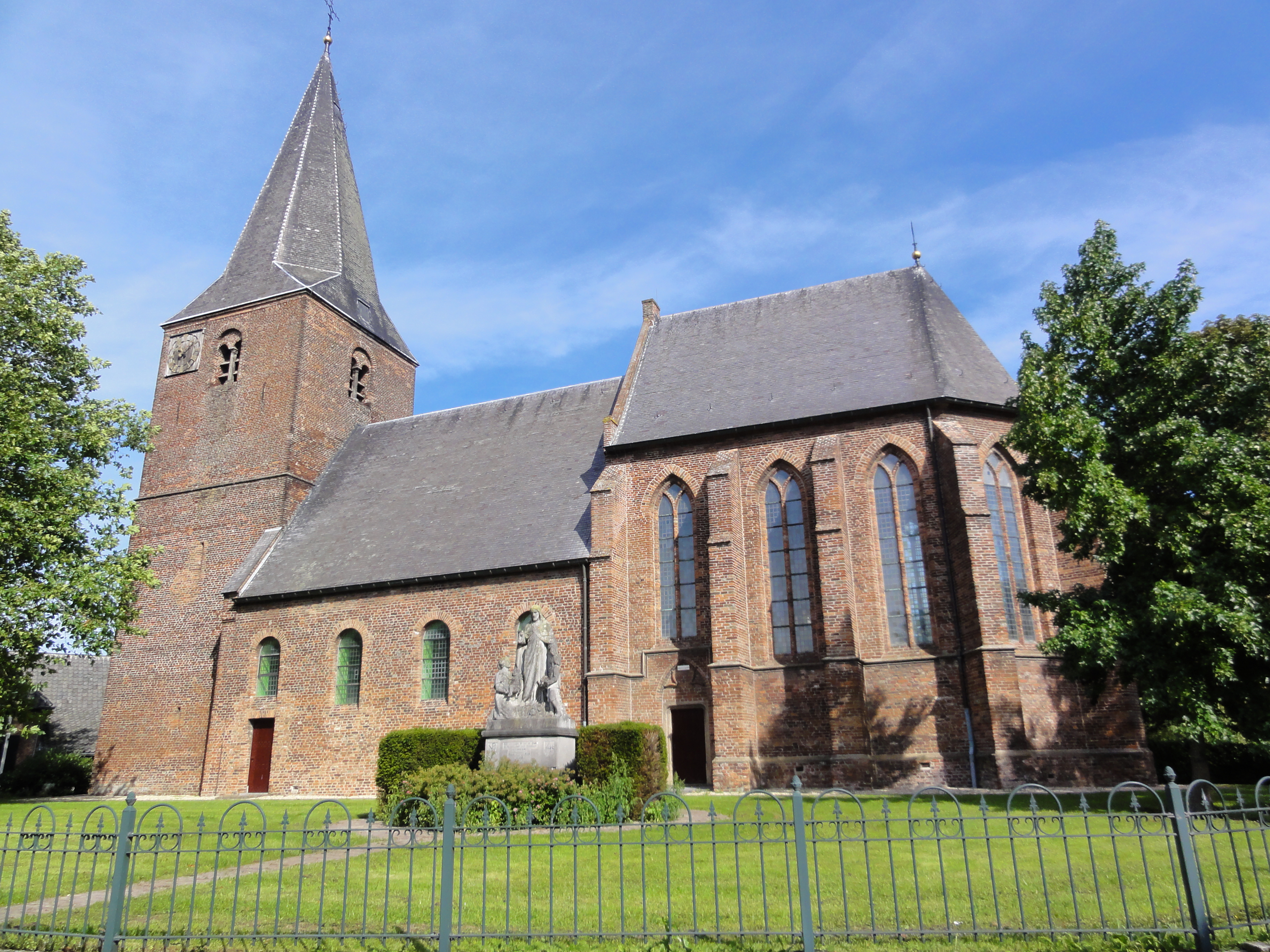

Het werd geplaatst aan de zuidzijde van de Sint Bonifatiuskerk, ter hoogte van het koor. Het beeld werd door de Belgische beeldhouwer Aloïs De Beule gemaakt naar een ontwerp van de Bossche kunstschilder Dorus Hermsen.

## Beschrijving
Het Hartbeeld bestaat uit een beeldengroep in een driehoekscompositie, zoals Hermsen die ook ontwierp voor onder andere Den Haag (1923), Den Bosch (1925), Dinther (1927) en Strijp (1929). Centraal staat de Christusfiguur, die zegenend zijn rechterhand gegeven houdt, op zijn borst is het Heilig Hart zichtbaar. Rechts van hem een knielt een vrouw met baby en links van hem staat een jongen, op wie zijn hand rust.
De voorzijde van de sokkel toont het christusmonogram met Alfa en Omega en het IHS-monogram, daartussen een tekst.